# 长喙壳菌目
長喙殼菌目（學名：Ophiostomatales）是糞殼菌綱的一個目，此分類群的多數種類真菌能藉由小蠹蟲傳播，有些種類會造成邊材的藍染。此外，本目真菌有些種類為重要的植物病原菌，也有些是人類病原菌。

## 病原菌

### 荷蘭榆樹病
荷蘭榆樹病屬於維管束病害，能藉由小蠹蟲散播，引起受感染植物的枯萎，最早由荷蘭植物病理學家貝亞·施瓦茲、克里斯丁·布斯曼及約翰娜·威斯特迪克於1920年代發現於荷蘭，一般認為是於第一次世界大戰期間從亞洲引入歐洲。荷蘭榆樹病由Ophiostoma屬的三種真菌所引起，分別是O. ulmi 、Ｏ.novo-ulmi﹐O.himal-ulmi，前兩者在一個世紀前造成歐洲以及北美的毀滅性植物病害，其中又以Ｏ.novo-ulmi更具侵略性。而O.himal-ulmi則是於1993年於喜馬拉雅地區發現的特有品種。
此類真菌的傳播通常與小蠹蟲有關，雌性甲蟲尋找死亡或削弱的榆木，挖掘樹皮和木材，造成取食痕。如果甲蟲身上帶有真菌，真菌會配合幼蟲羽化時，產生大量的分生孢子，讓孢子著在其之上，並傳染給下一個寄主。而健康榆樹的感染發生在甲蟲以葉腋和幼枝為食時。一些孢子掉入樹木的木質部，此時真菌將透過酵母型迅速萌芽繁衍。
荷蘭榆樹病一旦發生便不能夠治療，樹木經感染後會發生枯萎、捲曲、葉片變黃等情形。而真菌能夠透過輸水導管散佈於樹木體內，最終引起樹木的枯萎與死亡。